# Kabinett Lafontaine III
Als Kabinett Lafontaine III bezeichnet man die saarländische Landesregierung unter Ministerpräsident Oskar Lafontaine (SPD) vom 23. November 1994 bis zum 9. November 1998.
Nach den Landtagswahlen vom 16. Oktober 1994 wurde Oskar Lafontaine vom Landtag des Saarlandes in dessen elfter Legislaturperiode als Ministerpräsidenten wiedergewählt. Seinem Kabinett gehörten an:
| Amt                                                    | Name                                               | Partei | Partei |
| ------------------------------------------------------ | -------------------------------------------------- | ------ | ------ |
| Ministerpräsident                                      | Oskar Lafontaine bis 27. Oktober 1998              |        | SPD    |
| Minister des Inneren                                   | Friedel Läpple                                     |        | SPD    |
| Ministerin für Wirtschaft und Finanzen                 | Christiane Krajewski                               |        | SPD    |
| Minister der Justiz                                    | Arno Walter                                        |        | SPD    |
| Minister für Bildung, Kultur und Wissenschaft          | Diether Breitenbach                                |        | SPD    |
| Minister für Bildung, Kultur und Wissenschaft          | Henner Wittling seit 18. September 1996            |        | SPD    |
| Ministerin für Frauen, Arbeit, Gesundheit und Soziales | Marianne Granz                                     |        | SPD    |
| Ministerin für Frauen, Arbeit, Gesundheit und Soziales | Barbara Wackernagel-Jacobs seit 18. September 1996 |        | SPD    |
| Minister für Umwelt, Energie und Verkehr               | Willy Leonhardt                                    |        | SPD    |